# Lee So-Yeon
Lee So-Yeon (en coreano: 이소연; 19 de julio de 1981) es una deportista surcoreana que compitió en judo.
Ganó una medalla de bronce en el Campeonato Mundial de Judo de 2001, y dos medallas de bronce en el Campeonato Asiático de Judo en los años 1999 y 2003. En los Juegos Asiáticos de 2006 consiguió una medalla de plata.

## Palmarés internacional
| Campeonato Mundial  | Campeonato Mundial   | Campeonato Mundial | Campeonato Mundial |
| Año                 | Lugar                | Medalla            | Categoría          |
| ------------------- | -------------------- | ------------------ | ------------------ |
| 2001                | Múnich (Alemania)    | Medalla de bronce  | –78 kg             |
| Juegos Asiáticos    |                      |                    |                    |
| Año                 | Lugar                | Medalla            | Categoría          |
| 2006                | Doha (Catar)         | Medalla de plata   | –78 kg             |
| Campeonato Asiático |                      |                    |                    |
| Año                 | Lugar                | Medalla            | Categoría          |
| 1999                | Wenzhou (China)      | Medalla de bronce  | –78 kg             |
| 2003                | Jeju (Corea del Sur) | Medalla de bronce  | –78 kg             |